# Тамарине
Тама́рине — село в Україні, у Снігурівській міській громаді Баштанського району Миколаївської області. Населення становить 1066 осіб.

## Історія

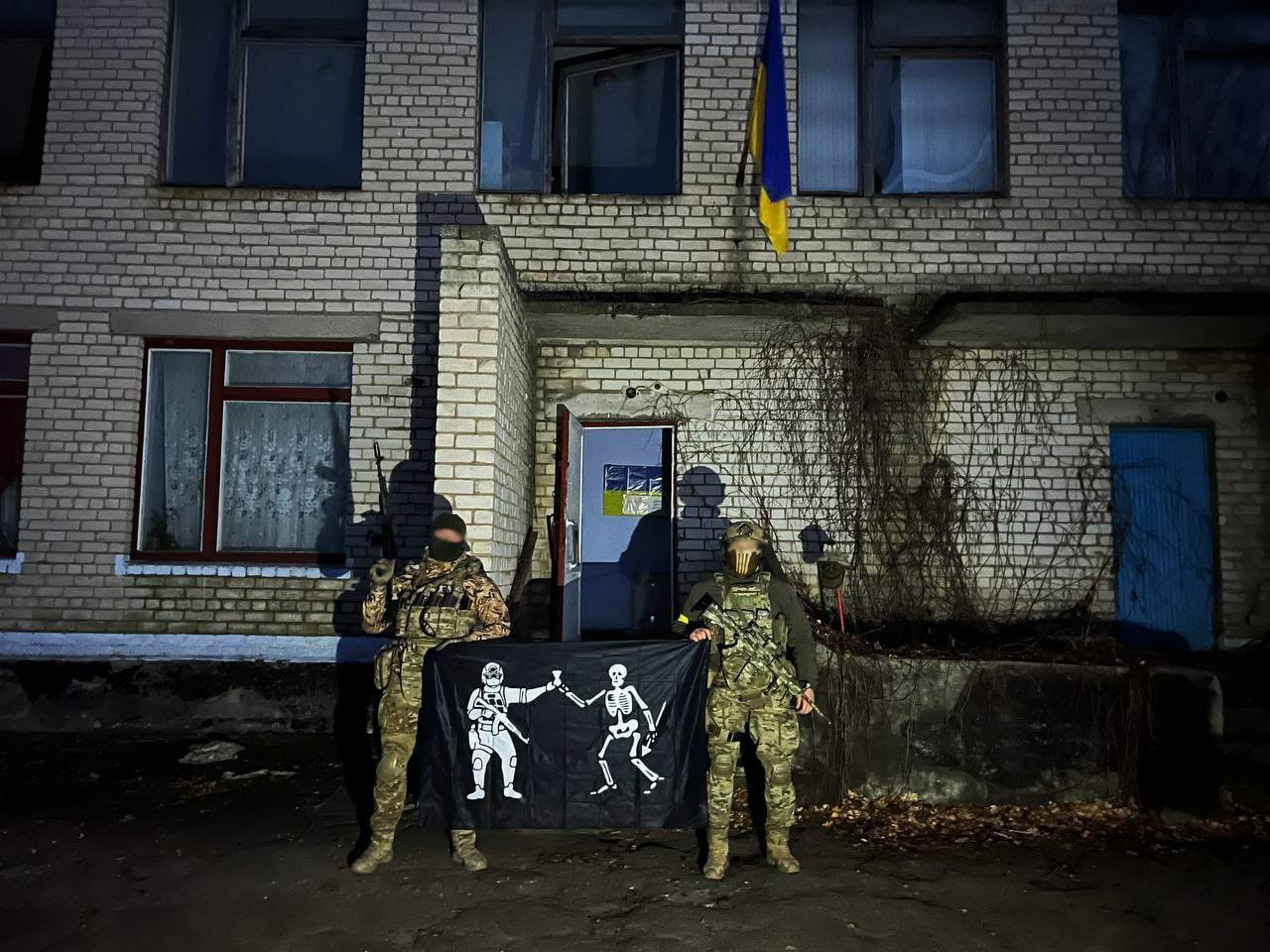
ЗСУ в Тамариному

Під час російсько-української війни окуповане у квітні 2022 року. 10 листопада того ж року Тамарине було звільнене від російської окупації ЗСУ.

## Населення

### Мова
Розподіл населення за рідною мовою за даними перепису 2001 року:
| Мова            | Кількість | Відсоток |
| --------------- | --------- | -------- |
| українська      | 906       | 84.99%   |
| російська       | 52        | 4.88%    |
| вірменська      | 9         | 0.84%    |
| румунська       | 7         | 0.66%    |
| угорська        | 2         | 0.19%    |
| циганська       | 2         | 0.19%    |
| білоруська      | 1         | 0.09%    |
| інші/не вказали | 87        | 8.16%    |
| Усього          | 1066      | 100%     |